# Sedmidenní válka
Sedmidenní válka (polsky wojna polsko-czechosłowacka) bylo vojenské střetnutí Československa a Polska o Těšínsko v roce 1919, probíhající v rámci československo-polského sporu o Těšínsko.
Československé jednotky po marném protestu proti jednání v rozporu s uzavřenou prozatímní dohodou zaútočily na Polskem obsazenou část Těšínska, aby ve sporném území zabránily konání voleb do polského Sejmu a odvodům místního obyvatelstva do polské armády. Postup československých jednotek byl zastaven až na nátlak Dohody. Výsledkem války bylo stanovení nové demarkační čáry, která rozšířila území kontrolované Československem.

## Rámec událostí
Přítomnost Slovanů na Těšínsku je doložena od 8. století. Těšínsko se dostalo do závislosti na Velkomoravské říši. Po jejím pádu jej ovládla česká knížata z rodu Přemyslovců. Po vpádu polského knížete Boleslava Chrabrého do českého knížectví na konci 10. století připadlo Těšínsko polskému státu. Břetislav I. je sice získal koncem 30. let 11. století nakrátko zpět, avšak roku 1054 nakonec připadlo znovu polským Piastovcům. V procesu drolení polského středověkého státu se koncem 13. století vyčlenilo Těšínské knížectví, v němž panovala boční linie Piastovců. Od roku 1327 bylo Těšínsko v lenní závislosti na českém králi a jako součást zemí Koruny české se v druhé polovině 19. století stalo i součástí Rakousko-Uherska. Na počátku 20. století v oblasti žili Poláci, Češi, Němci a Židé. Významná část obyvatelstva nebyla národnostně vyhraněná a uvědomovala si pouze svou regionální slezskou příslušnost (Šlonzáci). V důsledku industrializace na Těšínsko (z toho nejvíce do uhelného revíru mezi Ostravou a Karvinou) přicházeli početní přistěhovalci, zejména z polské Haliče. V posledním rakouském sčítání lidu v roce 1910 uvedla nadpoloviční většina obyvatel Těšínska jako svoji obcovací řeč (tzv. Umgangssprache) polštinu, do této skupiny však byli zařazeni i Šlonzáci (hovořící stejně jako většina tehdejšího obyvatelstva do dnešní doby používaným těšínským nářečím), kteří měli přátelské vztahy s Němci a orientovali se ostře protipolsky.
Po rozpadu Rakouska-Uherska na Těšínsku vznikl český národní výbor (Národní výbor pro Slezsko) a polský národní výbor (Rada Narodowa Księstwa Cieszyńskiego). Polský výbor prohlásil Těšínsko za součást Polska a vojensky většinu Těšínska v noci z 31. října na 1. listopadu 1918 obsadil. Český výbor prohlásil Těšínsko za součást Československa. Napětí se stupňovalo a snaha uklidnit situaci vedla k uzavření prozatímní dohody o rozdělení Těšínska mezi oba národní výbory. Podle této dohody velká většina Těšínska prozatímně připadla Polsku, které tak získalo i kontrolu nad Košicko-bohumínskou dráhou, jediným železničním spojením Českých zemí s východním Slovenskem. Československá vláda a česká veřejnost toto rozdělení vnímaly jako dlouhodobě nepřijatelné. Polská strana byla s tímto rozdělením spokojena.
Na konec ledna 1919 Polsko naplánovalo konání voleb do polského Sejmu. V rozporu s uzavřenou dohodou se tyto volby měly konat i v Polskem kontrolované části Těšínska, kde též Polsko zahájilo odvody místního obyvatelstva do polské armády. V souvislosti s konáním těchto voleb Polsko v jím kontrolované části Těšínska rozmístilo vojenské jednotky. Československý protest proti konání voleb a vojenským odvodům místního obyvatelstva jako nepřijatelnému projevu státní svrchovanosti ve sporném území byl Polskem odmítnut a Československo se rozhodlo pro vojenské řešení sporu.

## Účastníci

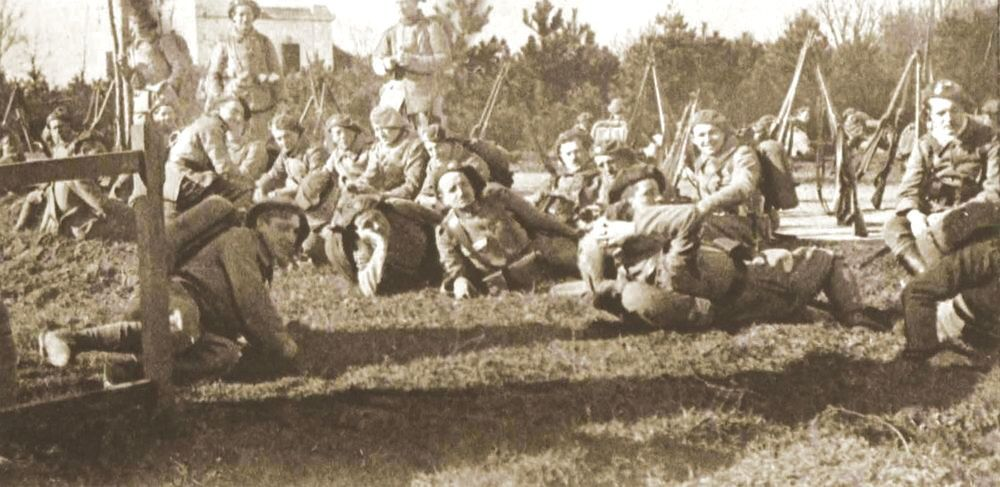
Českoslovenští legionáři z Francie na Těšínsku

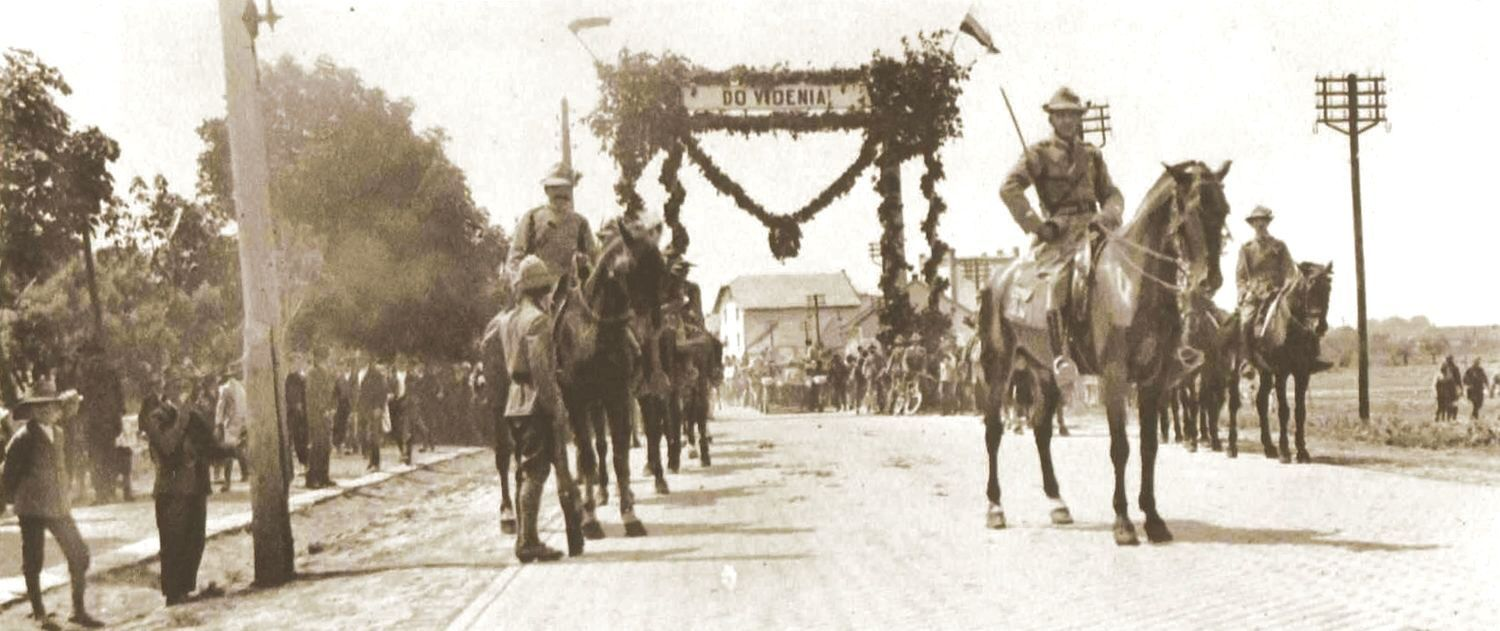
Českoslovenští legionáři z Itálie odjíždějí ze severozápadního Slovenska na Těšínsko

Na československé straně byl provedením operace pověřen podplukovník Josef Šnejdárek. Československé vojenské síly byly tvořeny 21. střeleckým plukem legionářů z Francie o síle 3 praporů, legionáři z Itálie, praporem 54. pěšího pluku z Olomouce, praporem 93. pěšího pluku ze Šumperka, 17. mysliveckým praporem z Fryštátu, praporem dobrovolníků z Bohumína a praporem dobrovolníků z Orlové. Operace se na československé straně zúčastnili i další místní dobrovolníci, zformovaní v tzv. Národní gardy o síle přibližně 5000 mužů. Z oblasti severozápadního Slovenska měl postup hlavních československých sil podporovat 35. legionářský pluk z Itálie, vedený italským plukovníkem Grasellim a později posílený praporem 33. legionářského střeleckého pluku z Itálie. V průběhu bojů bylo československé vojsko posíleno nově utvořenou 2. brigádou o síle 6 praporů, s podporou 2 baterií dělostřelectva a 1 jezdecké eskadrony.
K připravovanému útoku na Skočov bylo československé vojsko dále posíleno o 1. prapor 28. pěšího pluku z Prahy, 1. prapor 3. pěšího pluku z Kroměříže, 2. prapor 93. pěšího pluku ze Šumperka a 5 praporů dobrovolníků.
Polské síly pod velením Franciszka Latinika byly slabší než československé síly. Polsko mělo po skončení první světové války územní spory se všemi svými sousedy a v době sedmidenní války byly jeho hlavní síly vázány v polsko-ukrajinské válce o východní Halič. Polské vojsko bylo o síle 5 praporů, s podporou 4 kulometných rot, jezdecké čety a dělostřelecké baterie. Ve zbrani bylo dále přibližně 550 příslušníků polského četnictva a okolo 6500 místních polských dobrovolníků. I polské vojsko bylo v průběhu bojů posilováno.

## Průběh
Dne 19. ledna 1919 vydalo československé Ministerstvo národní obrany rozkaz k vojenskému obsazení Těšínska a 21. ledna 1919 vyzvalo Československo Polsko ke stažení polského vojska a orgánů z Těšínska. Polsko výzvu ignorovalo.
Dne 23. ledna 1919 v 11:00 hodin se v Těšíně ohlásil u polského velitele Franciszka Latinika československý velitel Josef Šnejdárek se skupinou důstojníků, tvořených anglickým, francouzským, italským a americkým zástupcem (jejichž autoritou jako představitelů Dohody se československá strana zaštiťovala). Polské straně bylo předáno ultimátum, žádající vyklizení oblasti až k řece Bělé do dvou hodin. Po marném uplynutí této lhůty zahájila ve 13:00 hodin československá vojska postup ve směrech na Bohumín a Karvinou. Od východu současně zahájily postup legionářské jednotky z Itálie. Československá vojska postupovala vpřed, byl obsazen Bohumín (v 16:00 hodin), Orlová a po těžkých bojích i Karviná. Těšín byl obsazen bez boje 27. ledna 1919. Polská vojska ustoupila za Vislu.
Dne 27. ledna 1919 obdržel Josef Šnejdárek rozkaz k překročení Visly a zajištění železnice Bohumín – Těšín – Jablunkov. Československý postup započal 30. ledna 1919 a polská vojska ustoupila ke Skočovu, kde se zastavil postup i ústup. Československým vojskům dorazily další posily, čímž se dostala do značné převahy nad polskými jednotkami. Československá vojska připravovala útok na Skočov s předpokladem, že dojde ke zhroucení polské obrany.

## Ukončení bojů

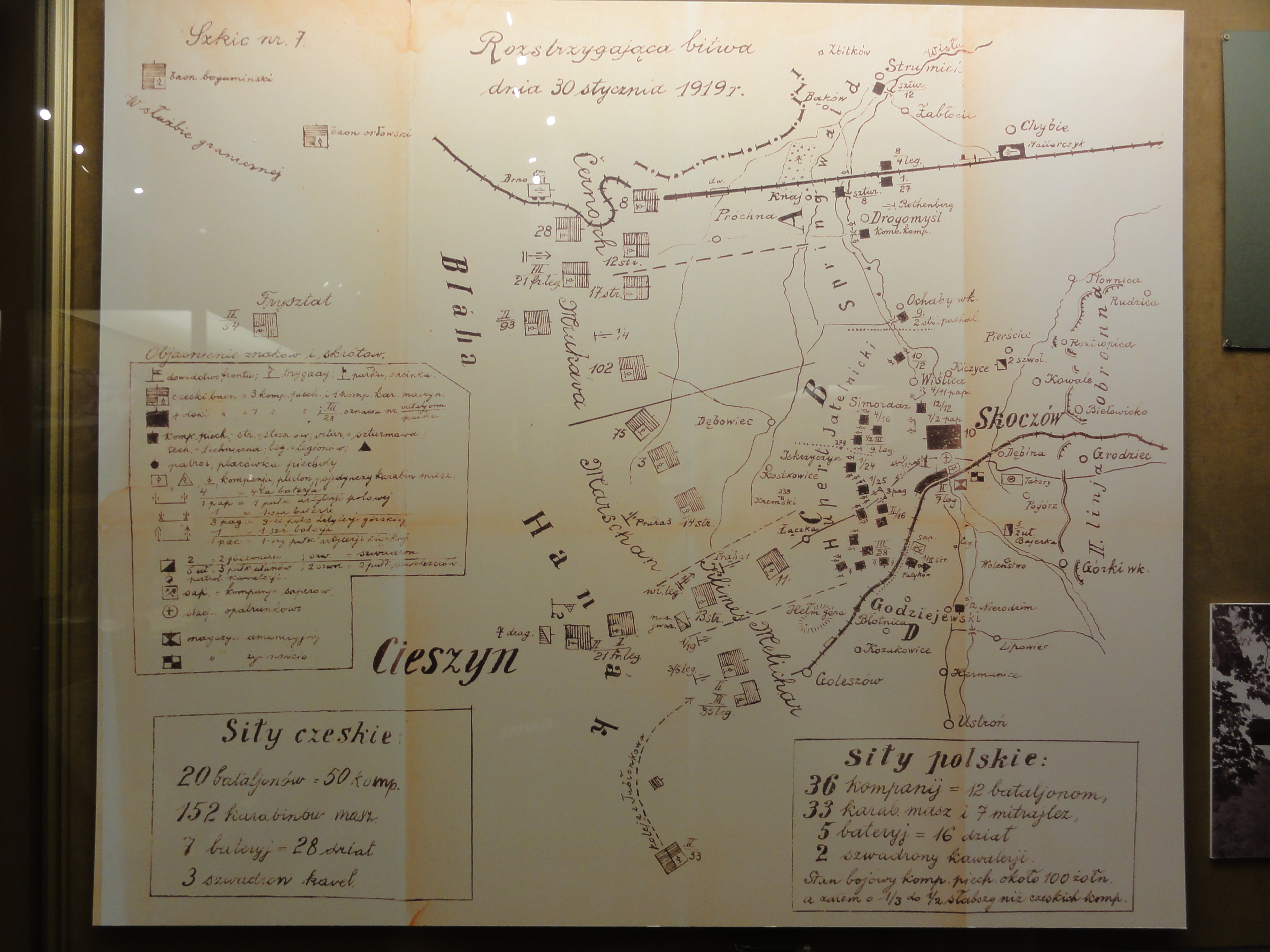
Mapka bojů u Skočova v muzeu Těšínského Slezska v polském Těšíně

Útok na Skočov se na nátlak Dohody neuskutečnil a v noci na 31. ledna 1919 československá vojska zastavila na základě rozkazu československého ministerstva národní obrany bojové akce. Mezi Československem a Polskem bylo podepsáno příměří a 26. února 1919 se československá vojska stáhla na novou demarkační linii, stanovenou mezinárodní komisí Dohody na základě československo-polské smlouvy, uzavřené 3. února 1919 v Paříži. Sporné území bylo postaveno pod mezinárodní kontrolu. Uzavření dohody mezi Československem a Polskem umožnilo Československu uvolnit vázané jednotky pro obranu jižního a východního Slovenska před Maďarskem.
V polské literatuře se často objevuje tvrzení, že příměří bylo uzavřeno nikoli v důsledku tlaku Dohody, ale v důsledku údajné porážky československých vojsk u Skočova, což není historicky doloženo.

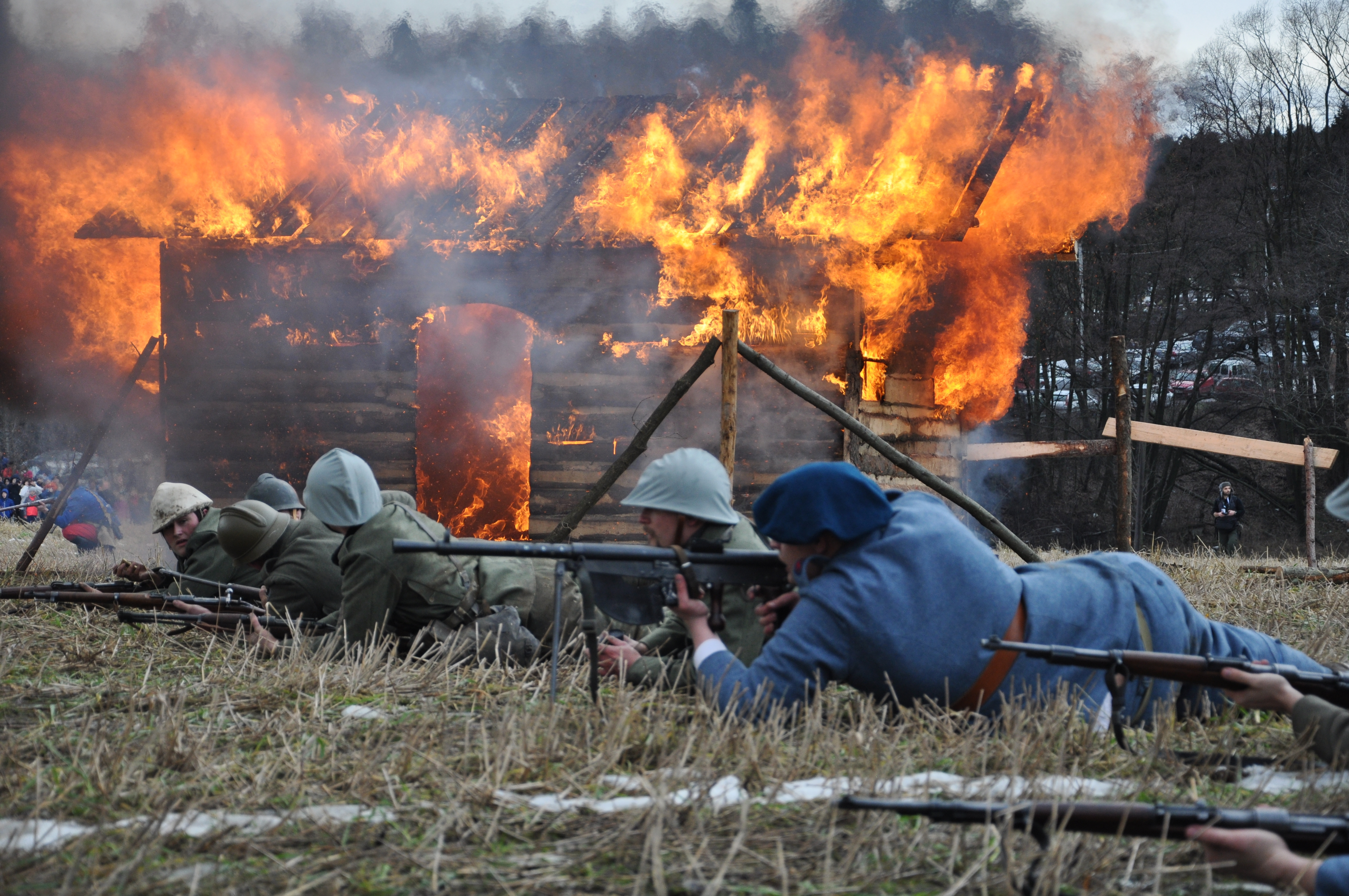
Polská rekonstrukce bojů u Skočova
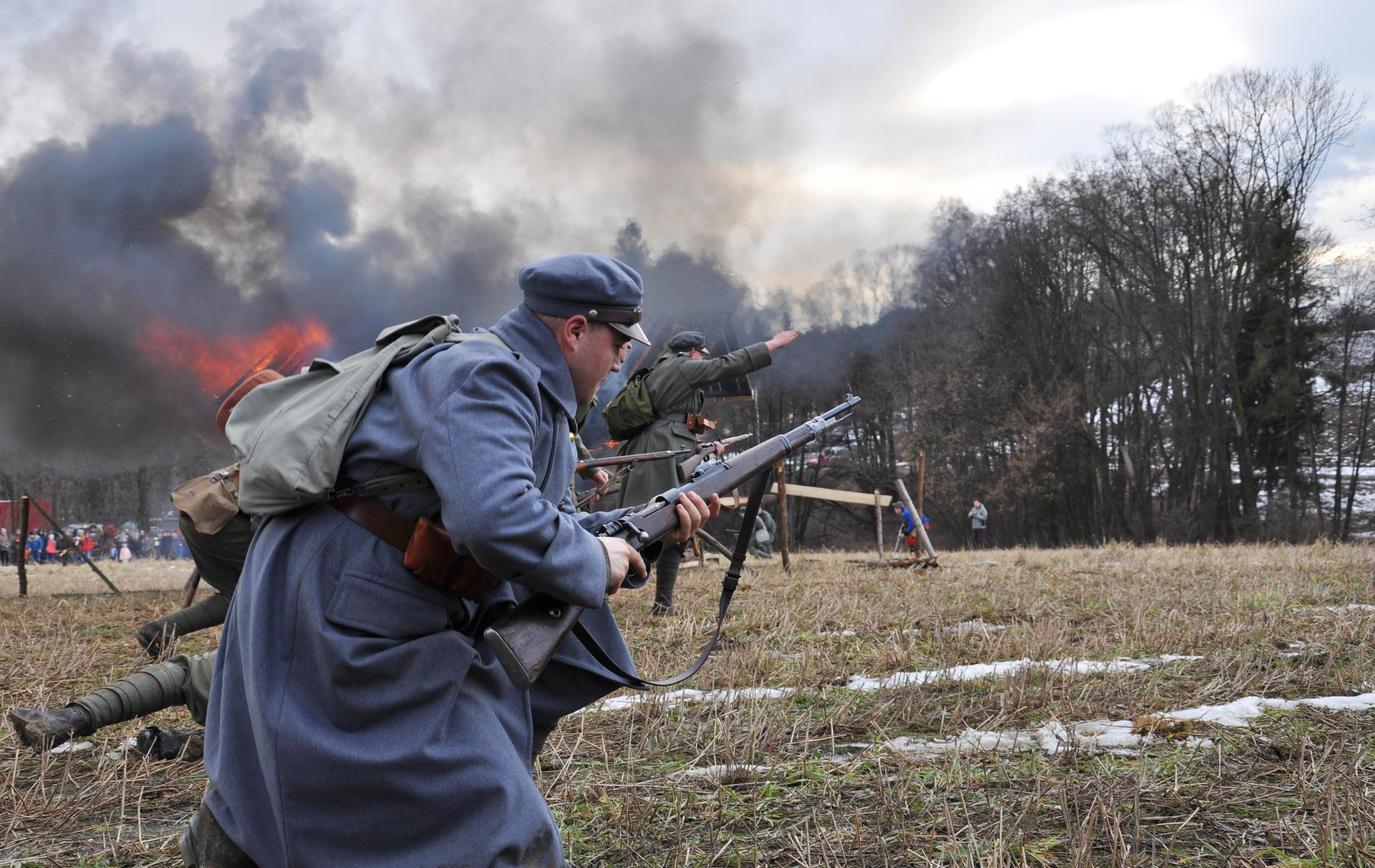
Polská rekonstrukce bojů u Skočova
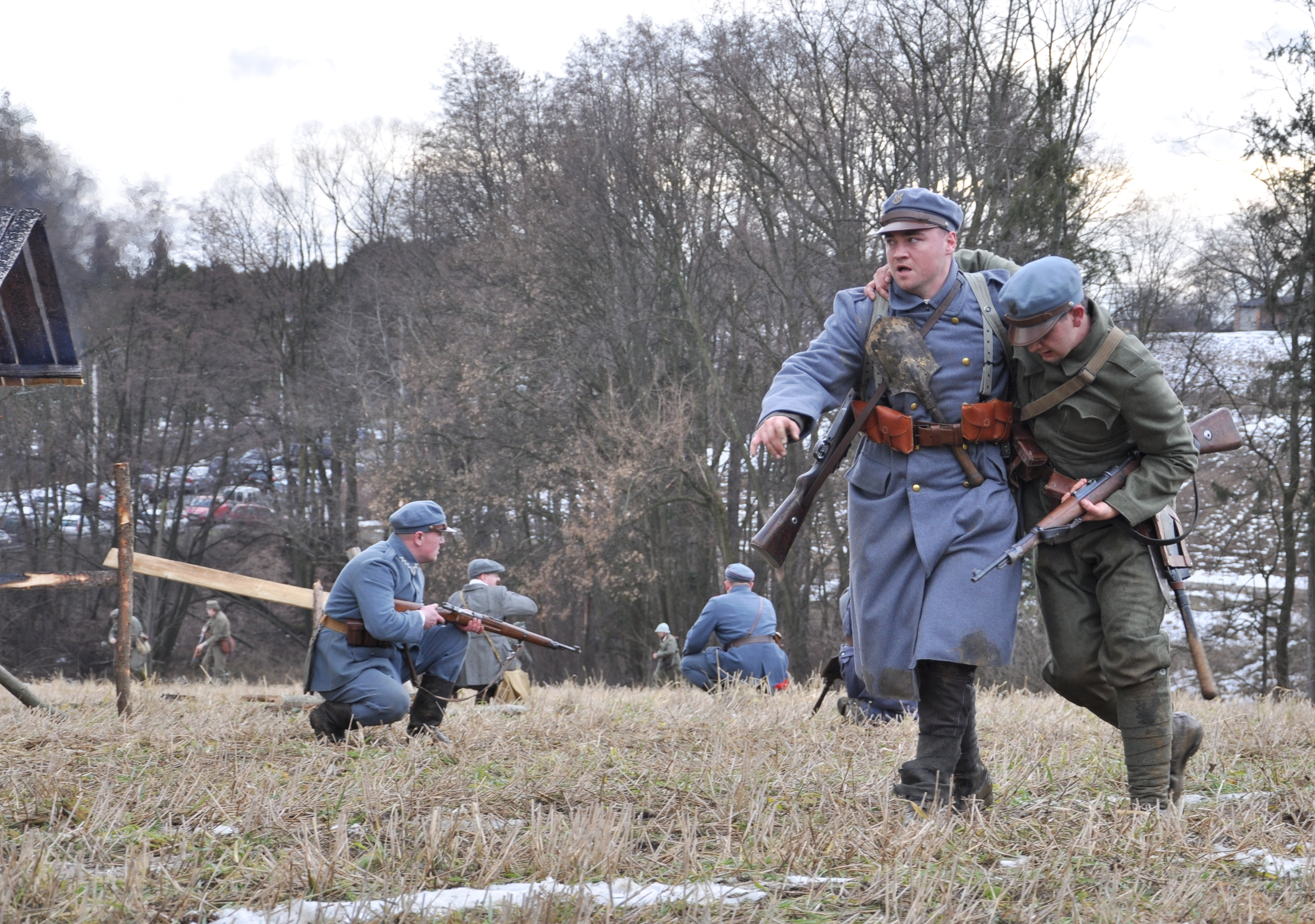
Polská rekonstrukce bojů u Skočova
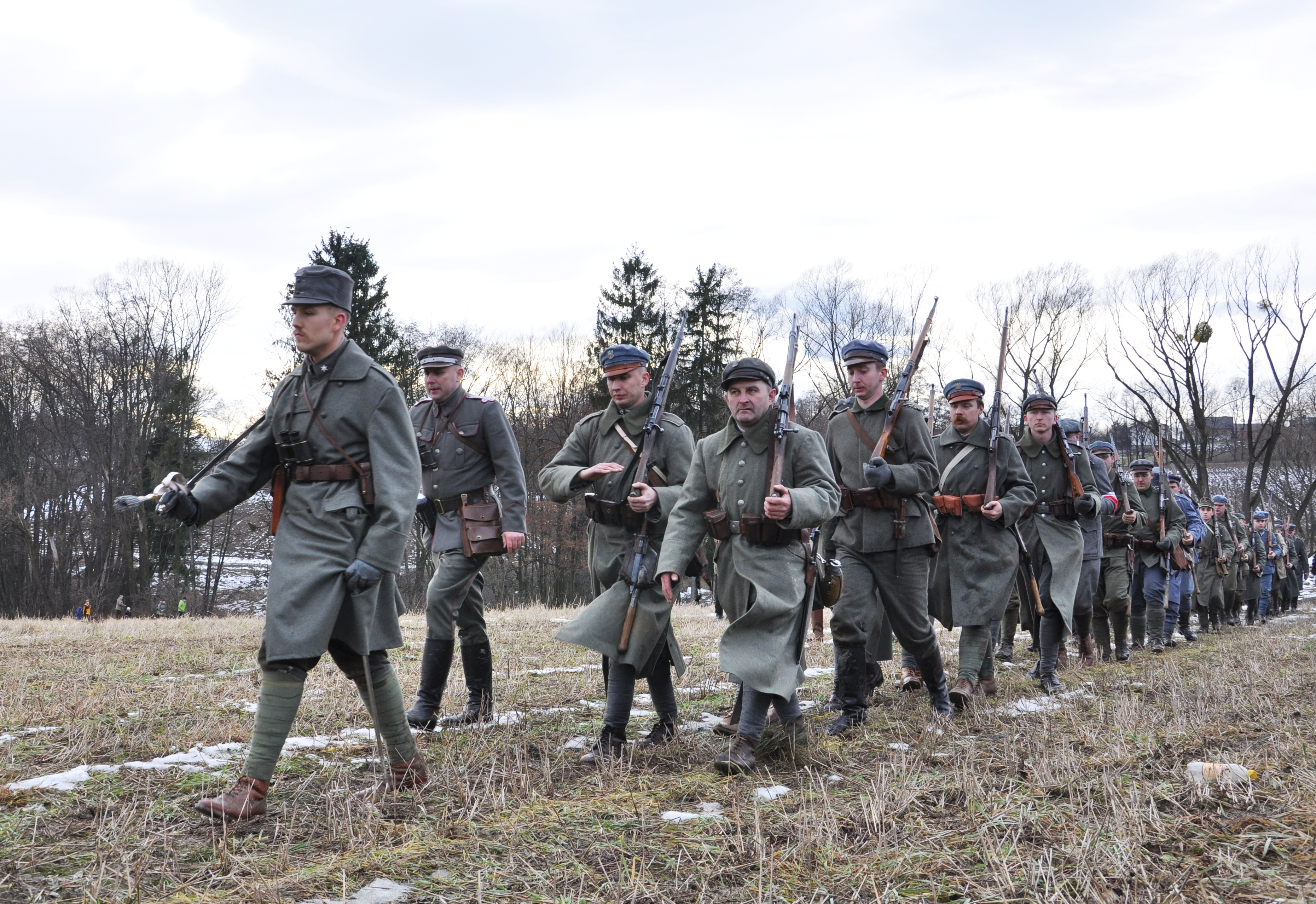
Polská rekonstrukce bojů u Skočova
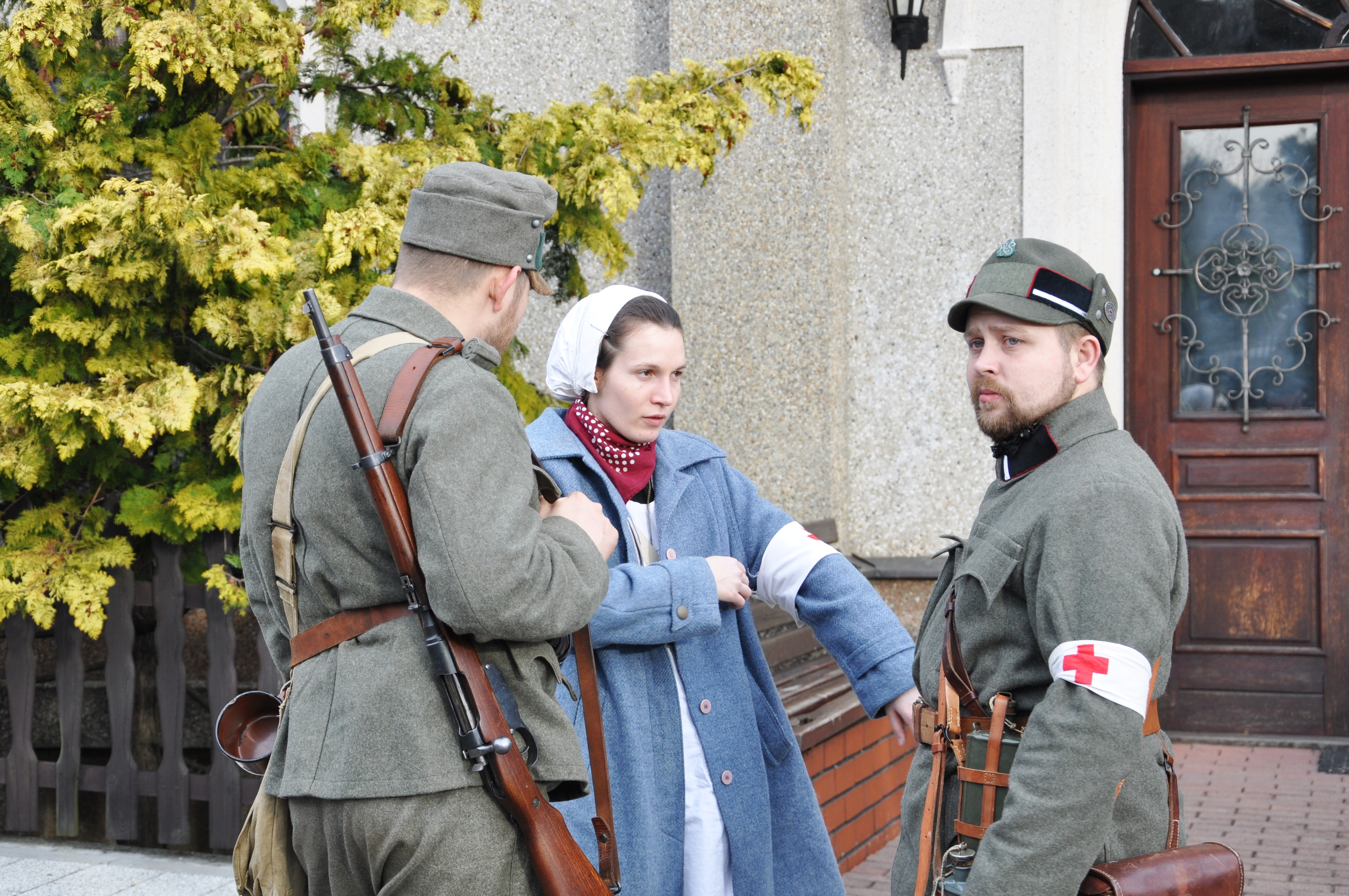
Polská rekonstrukce bojů u Skočova

## Spor Masaryka a Beneše
Ohledně sedmidenní války nastal jeden z řídkých sporů mezi prezidentem Masarykem a Edvardem Benešem, hlavním československým vyjednavačem na Pařížské mírové konferenci. Masaryk ozbrojený vstup na Těšínsko podporoval. Beneš naopak v Paříži vnímal nevoli vedoucích států Dohody k tomuto vstupu a byl proto proti němu. Zatímco Masaryk na sklonku bojů tajně nařizoval postupujícím vojskům, aby postupovala až do posledních sekund dohodnutého ukončení bojů, Beneš pod tlakem vedoucích dohodových států důrazně žádal okamžité ukončení vojenského tažení. Po skončení bojů prezident Masaryk přijal důvěrně a se „zvláštní pochvalou“ podplukovníka Šnejdárka. Beneš by naopak dal raději velící důstojníky ztrestat. Daleko ostřejší byl v tomto směru spor Edvarda Beneše s Karlem Kramářem, který Beneše nařkl, že „nerozumí politice“, dokonce i v dobovém tisku. Masaryk se Beneše zastal a protože jako prezident se nemohl veřejně k těmto otázkám vyjadřovat, učinil to pod šifrou, anonymně, v časopise ČAS.[zdroj?]

## Oběti

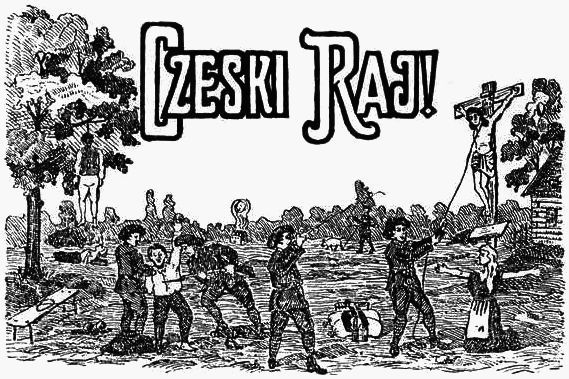
Protičeský polský leták, ukazující československé legionáře z Francie jako vrahy a nepřátele náboženství

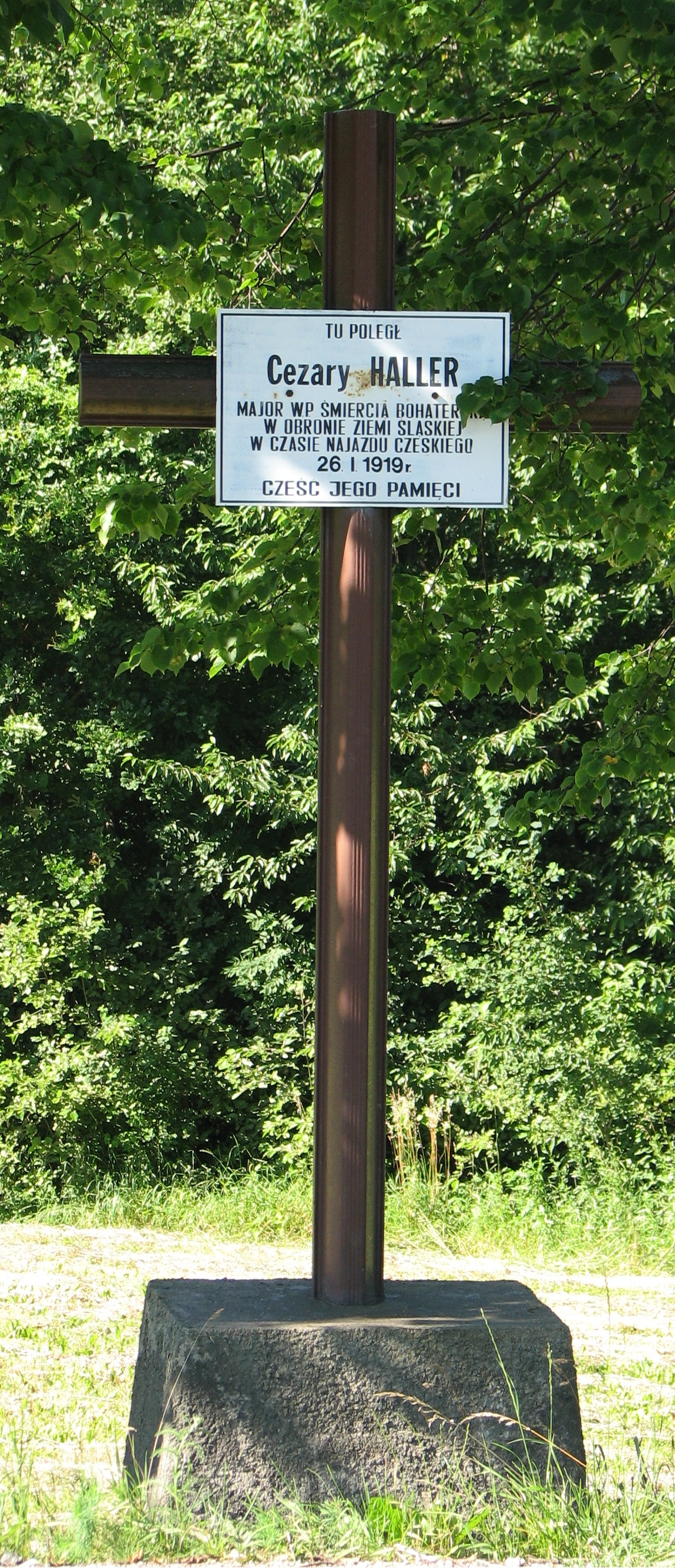
Pomník Cezary Hallera, kterému podle polských zpráv českoslovenští legionáři údajně vypíchali při vědomí oči

Sedmidenní válka byla krátká a relativně málo krvavá. V bojích padlo 44 (podle jiných zdrojů 53) československých vojáků, 124 mužů bylo zraněno a 7 bylo nezvěstných. Třetina ztrát připadla na československé legionáře. Československé oběti (včetně zavražděných za plebiscitního období) připomíná pomník v Orlové, který byl podle vzpomínek generála Vicherka za polské okupace československého Těšínska v roce 1938 rozbit a zbytky byly pohozeny na veřejné smetiště. Po 2. světové válce byl památník částečně obnoven. Dále ještě existují pomníky padlých na hřbitovech v Jablunkově a polském Holešově.
Na polské straně padlo 92 vojáků, 855 mužů bylo zraněno a 813 bylo nezvěstných (nezvěstní byli zejména dezertéři z krakovského kontingentu). Polské oběti připomínají pomníky v Těšíně, Žibřidovicích a ve Stonavě. Pomník ve Stonavě připomíná 20 padlých polských vojáků 12. wadowického pluku pěchoty, kteří byli dle tvrzení tehdejších polských pamětníků 26. ledna 1919 vojáky 21. československého pluku (legionáři z Francie) údajně povražděni zastřelením, šavlemi, bajonety a pažbami. Dále můžeme nalézt pamětní desku na hřbitově v Albrechticích u Českého Těšína. Hroby polských vojáků padlých v Sedmidenní válce jsou i na evangelickém a katolickém hřbitově ve Skočově a dále v Malých Kunčicích, kde existuje pomník padlých a padlí jsou zmíněni i na místní kapličce.
Obě válčící strany se obviňovaly z krutostí. Polská strana např. obviňovala československé vojáky, že bratrovi polského generála Hallera údajně při vědomí vypíchali oči, což však bylo českou stranou popřeno. Důkazem nepravdivosti je i tvrzení samotného velitele Šnejdárka, který ve své biografii uvedl, že dotyčné Hallerovo tělo nechal na bojišti nalézt, řádně uložit do rakve a poté jej předal polským generálům s tím, že jim osobně ukázal, že je tělo v neporušeném stavu. Český tisk naopak psal o údajných zvěrstvech a střelbě zezadu ze strany polských civilistů a Polácích, kteří padlému českému legionáři odřezali nos, uši a přirození.
K obětem došlo i mezi civilním obyvatelstvem. Tyto ztráty je těžké určit. V průmyslových oblastech Karviné a Třince se místní polské obyvatelstvo stavělo československým jednotkám na silný odpor. Tehdejší československý argument, že šlo výlučně o místní polské dělníky, kteří se na Těšínsko přistěhovali z polské Haliče (tato skupina polských přistěhovalců představovala téměř 12 % celkového počtu obyvatel Těšínska), je rozporuplný. Moderní polská historiografie se na dobových polských zprávách snaží ukázat fakta o údajných masových exekucích polských milicionářů a těžkém týrání polských zajatců československými jednotkami. Starší československá historiografie přiznává 11 padlých polských milicionářů, popravu osmnáctiletého mladíka v Karviné jako trest za úskočné zastřelení československého legionáře a popravu jednoho polského hutníka v Třinci. Vzpomínky československých vojáků hovoří o zákeřném jednání místních Poláků, používání mezinárodními konvencemi zakázaných střel dum-dum polskými jednotkami a přátelských vztazích mezi československými vojáky a šlonzáckým obyvatelstvem.
Československé jednotky na obsazeném území prováděly podle připravených podkladů masové zatýkání polských aktivistů. Celkem 251 osob bylo internováno ve vězeních v Olomouci, Lipníku a Moravské Třebové. V reakci na toto zatýkání polská strana převezla do internačního tábora Dąbie u Krakova 551 osob české národnosti, z nichž jich podle československých údajů 39 v tomto táboře zahynulo. Polská strana tyto údaje tradičně popírá.

## Pomníky

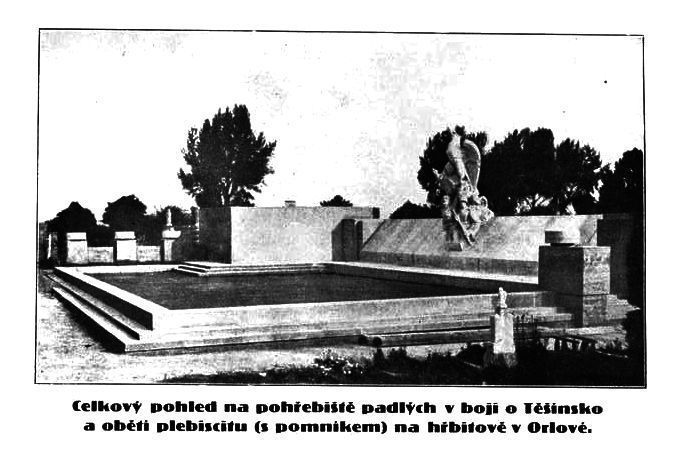
Původní podoba pomníku v Orlové, připomínající československé oběti
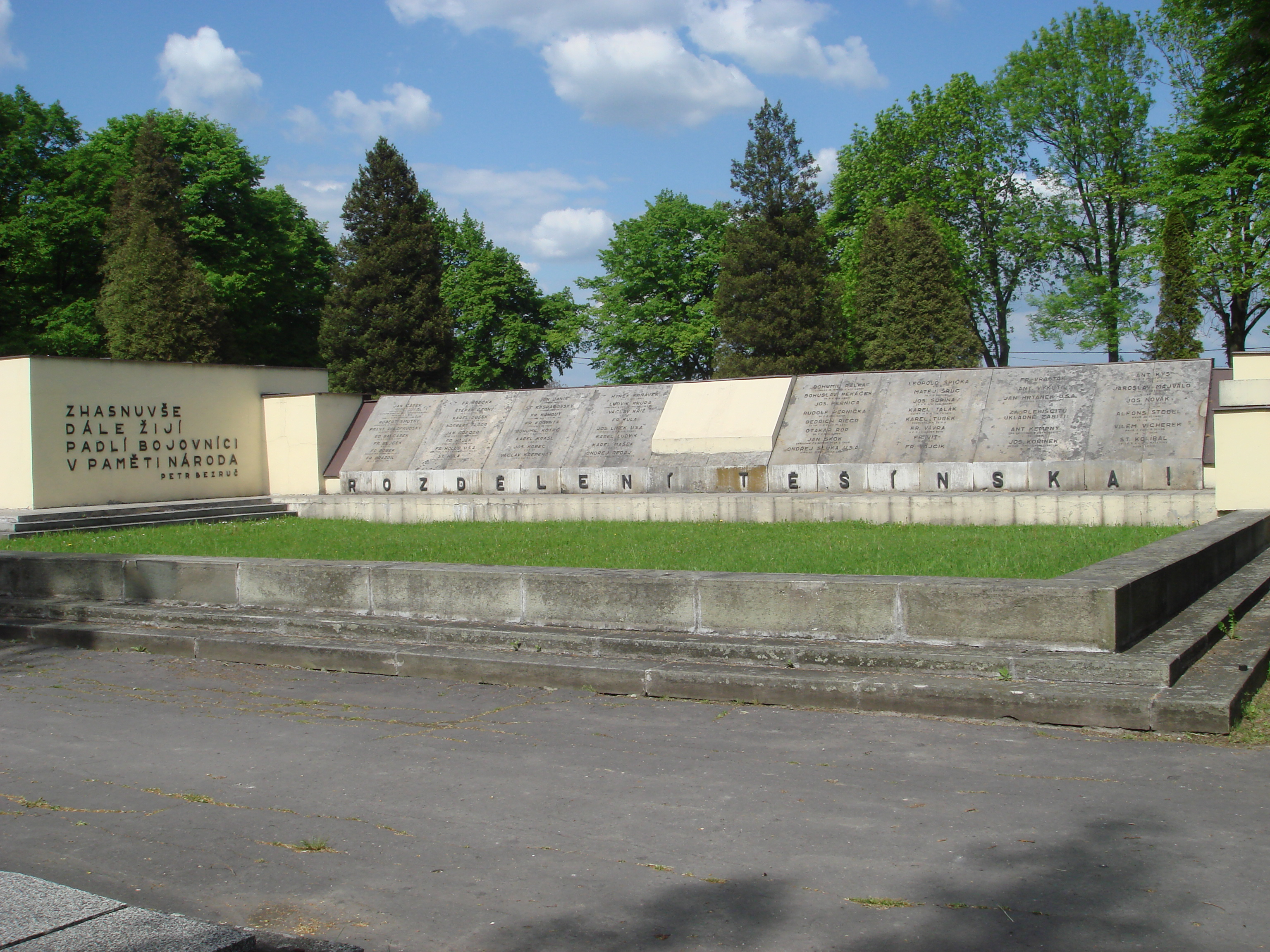
Současná podoba pomníku v Orlové, připomínající československé oběti
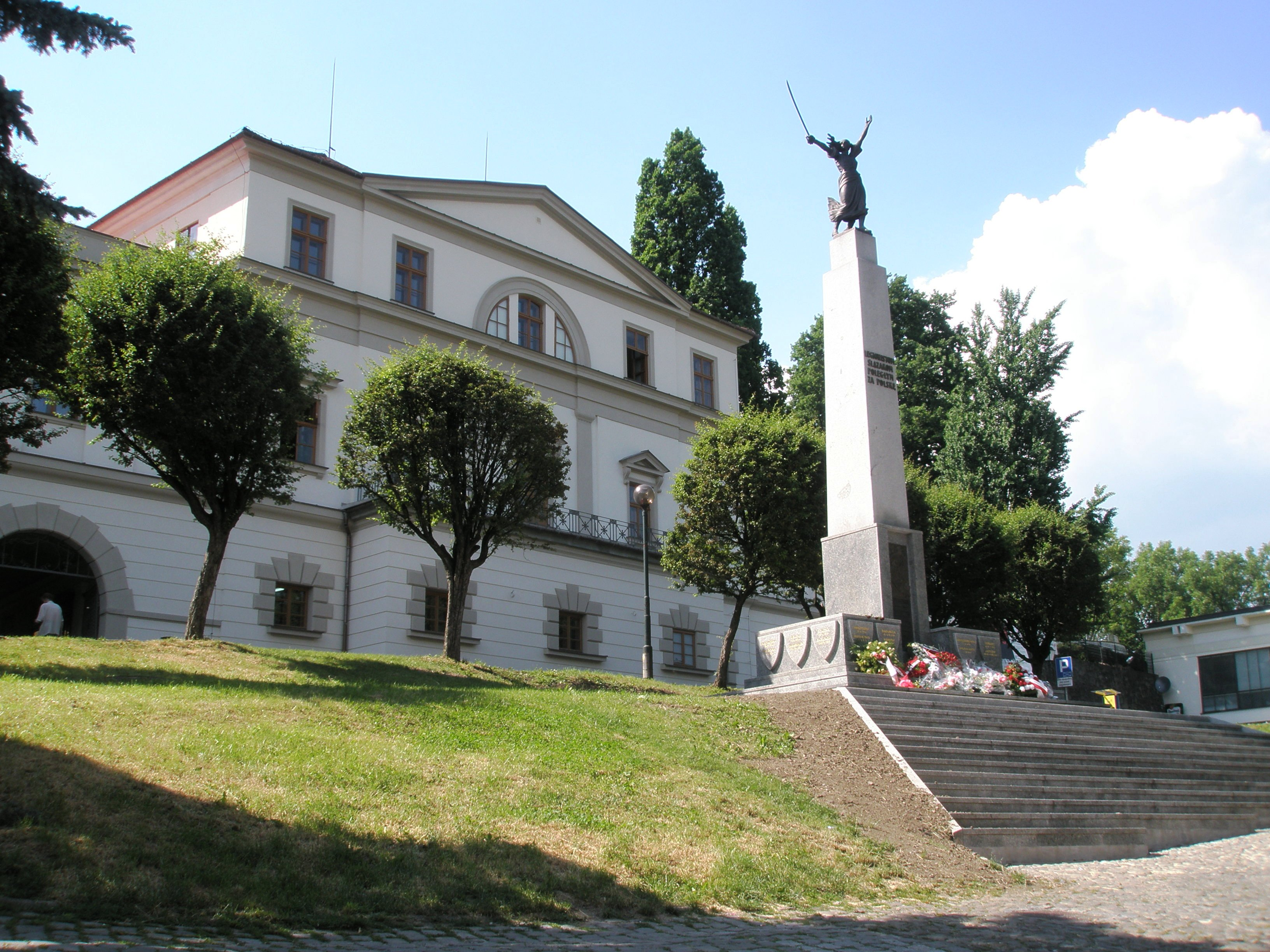
Znovupostavený Pomník na počest slezských legionářů padlých za Polsko v polském Těšíně
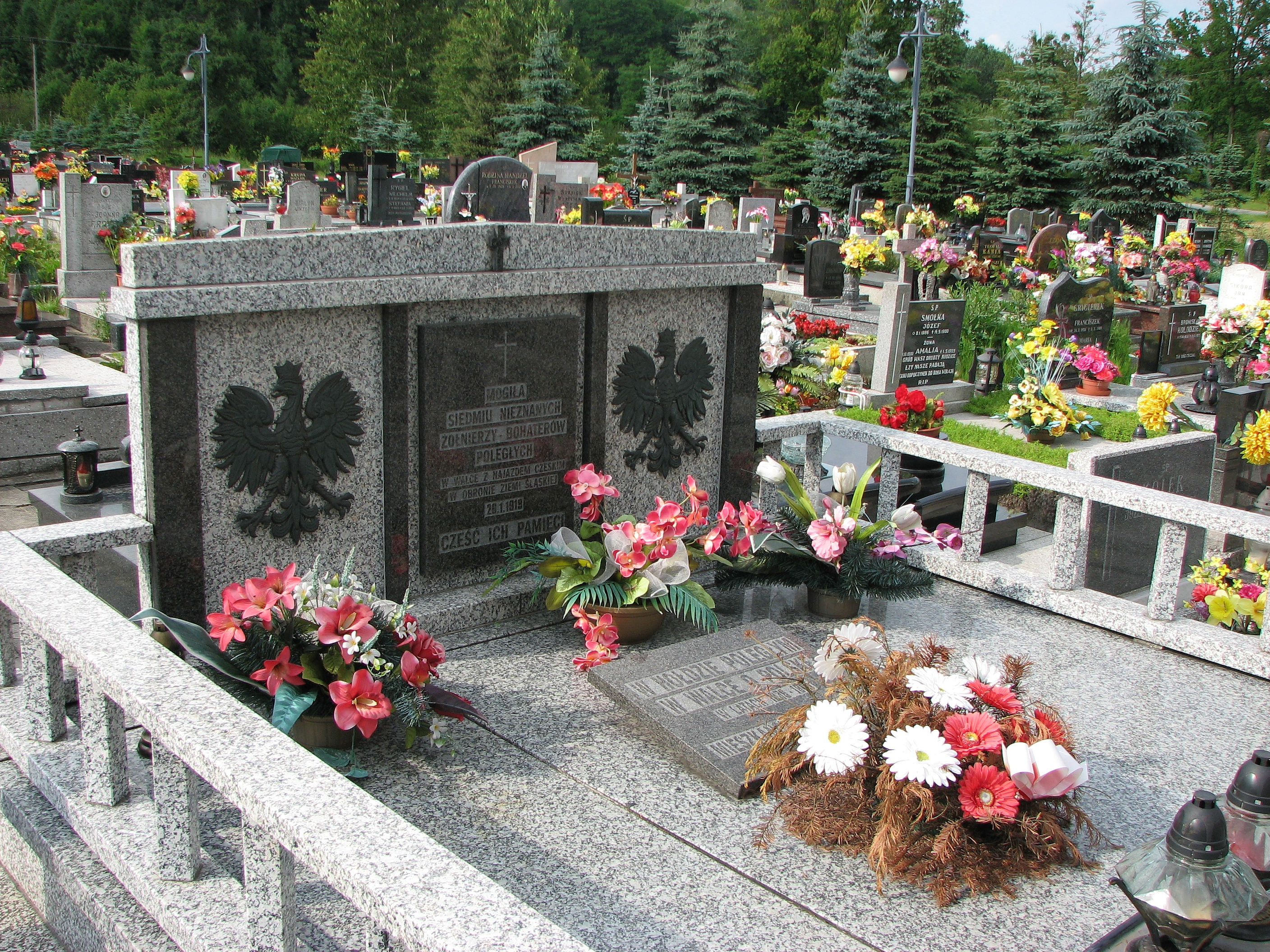
Pomník v polských Žibřidovicích, připomínající polské oběti
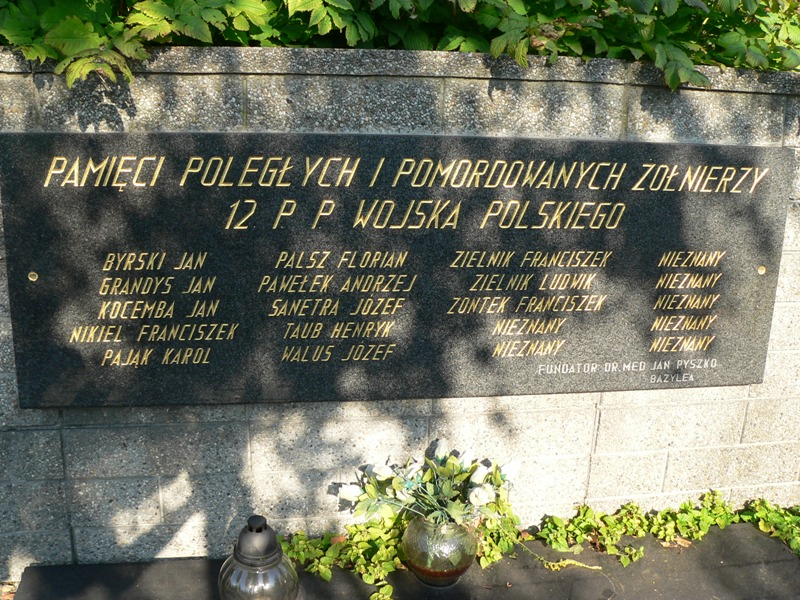
Pomník na hřbitově ve Stonavě, připomínající polské oběti
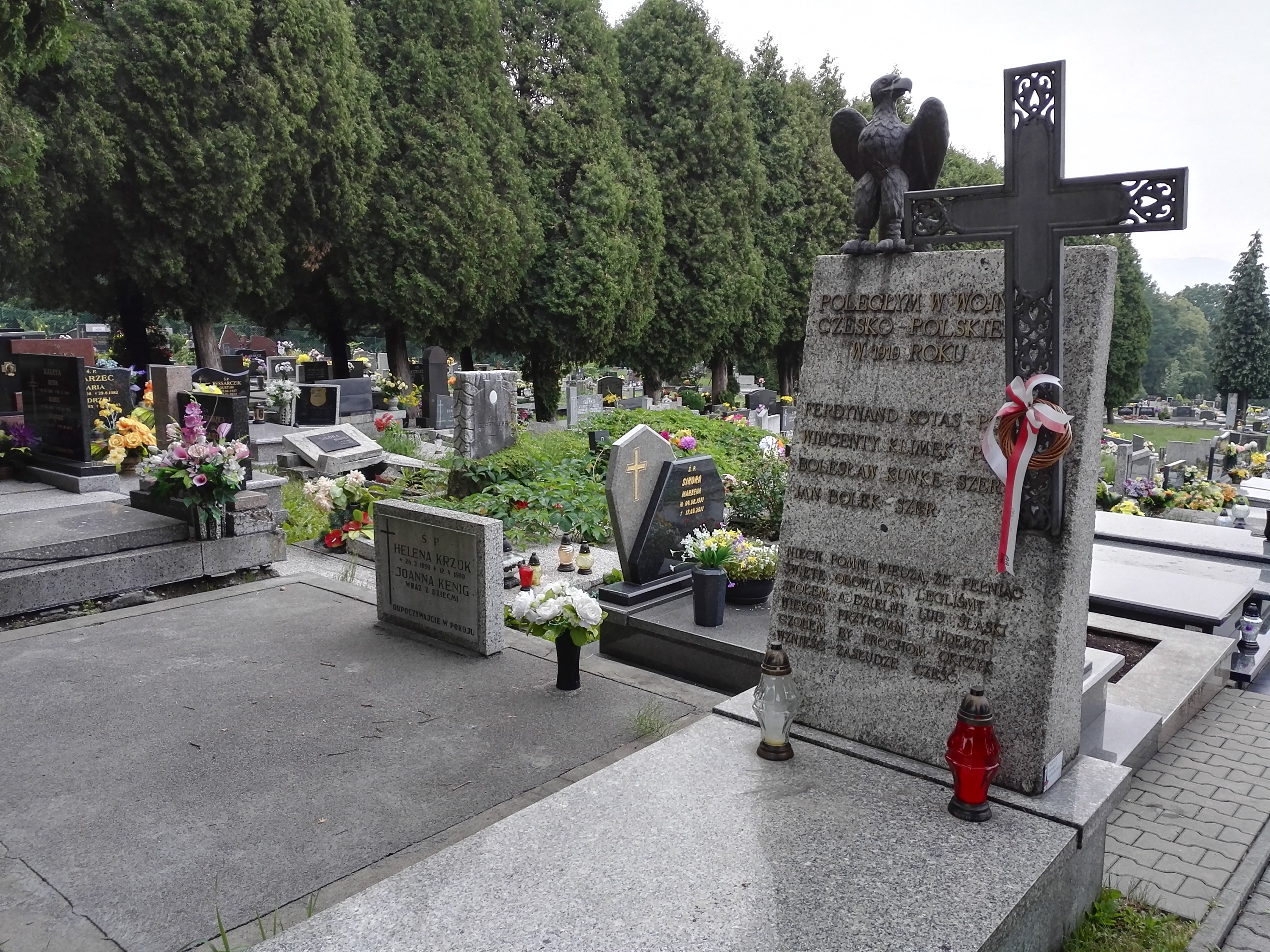
Pomník na evangelickém hřbitově ve Skočově